# Dave Ellis
Dave Ellis né le 12 juillet 1986 à Derby est un triathlète handisport anglais, multiple champion du monde de paratriathlon et champion paralympique en 2024 dans la catégorie PTVI.
Il est également champion d'Europe en 2017, 2018, 2021, 2022 et 2024.

## Palmarès triathlon
Le tableau présente les résultats les plus significatifs (podium) obtenus sur le circuit international de paratriathlon depuis 2013. 
| Année | Paratriathlon                               | Pays                | Position      | Temps          |
| ----- | ------------------------------------------- | ------------------- | ------------- | -------------- |
| 2024  | Championnats d'Europe de paratriathlon PTVI | France              | Médaille d'or | 56 min 22 s    |
| 2024  | Jeux paralympiques PTVI                     | France              | Médaille d'or | 58 min 41 s    |
| 2023  | Championnats du monde de paratriathlon PTVI | Espagne             | Médaille d'or | 57 min 37 s    |
| 2023  | Coupe du monde - étape d'Alhandra PTVI      | Portugal            | Médaille d'or | 55 min 42 s    |
| 2023  | Coupe du monde - étape de Paris PTVI        | France              | Médaille d'or | 53 min 39 s    |
| 2023  | Coupe du monde - étape de Swansea PTVI      | Royaume-Uni         | Médaille d'or | 27 min 41 s    |
| 2023  | Coupe du monde - étape d'A Coruna PTVI      | Espagne             | Médaille d'or | 59 min 42 s    |
| 2022  | Championnats du monde de paratriathlon PTVI | Émirats arabes unis | Médaille d'or | 59 min 13 s    |
| 2022  | Coupe du monde - étape d'Alhandra PTVI      | Portugal            | Médaille d'or | 1 h 1 min 17 s |
| 2022  | Coupe du monde - étape de Swansea PTVI      | Royaume-Uni         | Médaille d'or | 57 min 40 s    |
| 2022  | Coupe du monde - étape d'A Coruna PTVI      | Espagne             | Médaille d'or | 1 h 0 min 12 s |
| 2022  | Coupe du monde - étape de Besançon PTVI     | France              | Médaille d'or | 1 h 1 min 59 s |
| 2022  | Championnats d'Europe de paratriathlon PTVI | Pologne             | Médaille d'or | 47 min 20 s    |
| 2021  | Championnats du monde de paratriathlon PTVI | Émirats arabes unis | Médaille d'or | 58 min 29 s    |
| 2021  | Championnats d'Europe de paratriathlon PTVI | Espagne             | Médaille d'or | 1 h 1 min 21 s |
| 2021  | WTCS Leeds PTVI                             | Royaume-Uni         | Médaille d'or | 1 h 1 min 31 s |
| 2019  | Coupe du monde - étape de Funchal PTVI      | Portugal            | Médaille d'or | 1 h 4 min 28 s |
| 2019  | Coupe du monde - étape de Tokyo PTVI        | Japon               | Médaille d'or | 57 min 1 s     |
| 2019  | Coupe du monde - étape de Montreal PTVI     | Canada              | Médaille d'or | 1 h 0 min 24 s |
| 2018  | Championnats d'Europe de paratriathlon PTVI | Estonie             | Médaille d'or | 1 h 3 min 35 s |
| 2018  | Coupe du monde - étape de Gold Coast PTVI   | Australie           | Médaille d'or | 59 min 51 s    |
| 2018  | WTCS Iseo PTVI                              | Italie              | Médaille d'or | 1 h 1 min 51 s |
| 2018  | Coupe du monde - étape de Eton Dorney PTVI  | Royaume-Uni         | Médaille d'or | 1 h 0 min 43 s |
| 2018  | WTCS Yokohama PTVI                          | Japon               | Médaille d'or | 1 h 0 min 57 s |
| 2017  | Championnats du monde de paratriathlon PTVI | Pays-Bas            | Médaille d'or | 1 h 5 min 21 s |
| 2017  | Championnats d'Europe de paratriathlon PTVI | Autriche            | Médaille d'or | 1 h 5 min 19 s |
| 2017  | WTCS Yokohama PTVI                          | Japon               | Médaille d'or | 1 h 3 min 8 s  |
| 2014  | ITU Iseo PTVI                               | Italie              | Médaille d'or | 1 h 2 min 31 s |
| 2014  | ITU Yokohama PTVI                           | Japon               | Médaille d'or | 1 h 5 min 42 s |
| 2013  | Championnats du monde de paratriathlon PTVI | Royaume-Uni         | Médaille d'or | 1 h 4 min 15 s |
| 2013  | Championnats d'Europe de paratriathlon PTVI | Turquie             | Médaille d'or | 1 h 0 min 4 s  |